# Guéhébert
Guéhébert és un municipi francès situat al departament de la Manche i a la regió de Normandia. L'any 2007 tenia 138 habitants.

## Demografia

### Població
El 2007 la població de fet de Guéhébert era de 138 persones. Hi havia 48 famílies de les quals 12 eren unipersonals (8 homes vivint sols i 4 dones vivint soles), 12 parelles sense fills i 24 parelles amb fills.
La població ha evolucionat segons el següent gràfic:
Habitants censats

### Habitatges
El 2007 hi havia 77 habitatges, 46 eren l'habitatge principal de la família, 24 eren segones residències i 7 estaven desocupats. Tots els 76 habitatges eren cases. Dels 46 habitatges principals, 31 estaven ocupats pels seus propietaris i 15 estaven llogats i ocupats pels llogaters; 3 tenien tres cambres, 14 en tenien quatre i 29 en tenien cinc o més. 43 habitatges disposaven pel capbaix d'una plaça de pàrquing. A 16 habitatges hi havia un automòbil i a 24 n'hi havia dos o més.

### Piràmide de població
La piràmide de població per edats i sexe el 2009 era:
| Homes | Edats   | Dones |
| ----- | ------- | ----- |
| 0     | 95 o +  | 0     |
| 0     | 90 a 94 | 0     |
| 0     | 85 a 89 | 0     |
| 0     | 80 a 84 | 0     |
| 4     | 75 a 79 | 0     |
| 0     | 70 a 74 | 4     |
| 4     | 65 a 69 | 0     |
| 8     | 60 a 64 | 4     |
| 0     | 55 a 59 | 4     |
| 8     | 50 a 54 | 0     |
| 4     | 45 a 49 | 12    |
| 0     | 40 a 44 | 0     |
| 0     | 35 a 39 | 8     |
| 12    | 30 a 34 | 8     |
| 16    | 25 a 29 | 4     |
| 8     | 20 a 24 | 0     |
| 8     | 15 a 19 | 0     |
| 0     | 10 a 14 | 0     |
| 4     | 5 a 9   | 0     |
| 20    | 0 a 4   | 4     |

## Economia
El 2007 la població en edat de treballar era de 86 persones, 61 eren actives i 25 eren inactives. De les 61 persones actives 53 estaven ocupades (27 homes i 26 dones) i 8 estaven aturades (5 homes i 3 dones). De les 25 persones inactives 6 estaven jubilades, 11 estaven estudiant i 8 estaven classificades com a «altres inactius».
Activitats econòmiques
L'únic establiment que hi havia el 2007 era d'una empresa alimentària.
L'any 2000 a Guéhébert hi havia 10 explotacions agrícoles que ocupaven un total de 402 hectàrees.

## Poblacions més properes
El següent diagrama mostra les poblacions més properes.